# Brand (Naila)
Brand ist ein Gemeindeteil der Stadt Naila im Landkreis Hof (Oberfranken, Bayern). Brand liegt in der Gemarkung Marxgrün.

## Geografie
Das Dorf bildet mit Einsiedel im Norden und Hölle im Westen eine geschlossene Siedlung. Diese liegt an der Selbitz. Die Staatsstraße 2198 führt an Kupferbühl vorbei nach Issigau (2,3 km nordöstlich) bzw. über Hölle zur Staatsstraße 2195 (0,4 km südwestlich).

## Geschichte
Gegen Ende des 18. Jahrhunderts bestand Brand aus drei Anwesen. Die Hochgerichtsbarkeit hatten das Rittergut Issigau und das Rittergut Reitzenstein gemeinsam inne. Das Rittergut Issigau war Grundherr der drei Tropfhäuser.
Von 1797 bis 1810 unterstand Brand dem Justiz- und Kammeramt Hof. Infolge des Ersten Gemeindeedikts wurde Brand dem 1812 gebildeten Steuerdistrikt Issigau und der zugleich entstandenen Ruralgemeinde Reitzenstein zugewiesen. Im Zuge der Gebietsreform in Bayern wurde Brand am 1. Mai 1978 nach Naila eingemeindet.

### Einwohnerentwicklung
| Jahr      | 1819  | 1861  | 1871   | 1885   | 1900   | 1925   | 1950   | 1961   | 1970   | 1987  |
| Einwohner | 20    | 30    | 20     | 25     | 22     | 33     | 58     | 40     | 43     | 51    |
| Häuser    |       |       |        | 4      | 4      | 5      | 7      | 7      |        | 15    |
| Quelle    | [ 6 ] | [ 9 ] | [ 10 ] | [ 11 ] | [ 12 ] | [ 13 ] | [ 14 ] | [ 15 ] | [ 16 ] | [ 1 ] |

## Religion
Brand ist evangelisch-lutherisch geprägt und bis heute nach St. Simon und Judas (Issigau) gepfarrt.